# Eulithis woralli
Eulithis woralli är en fjärilsart som beskrevs av Drosz 1935. Eulithis woralli ingår i släktet Eulithis och familjen mätare. Inga underarter finns listade i Catalogue of Life.